# Kokkino Chorio

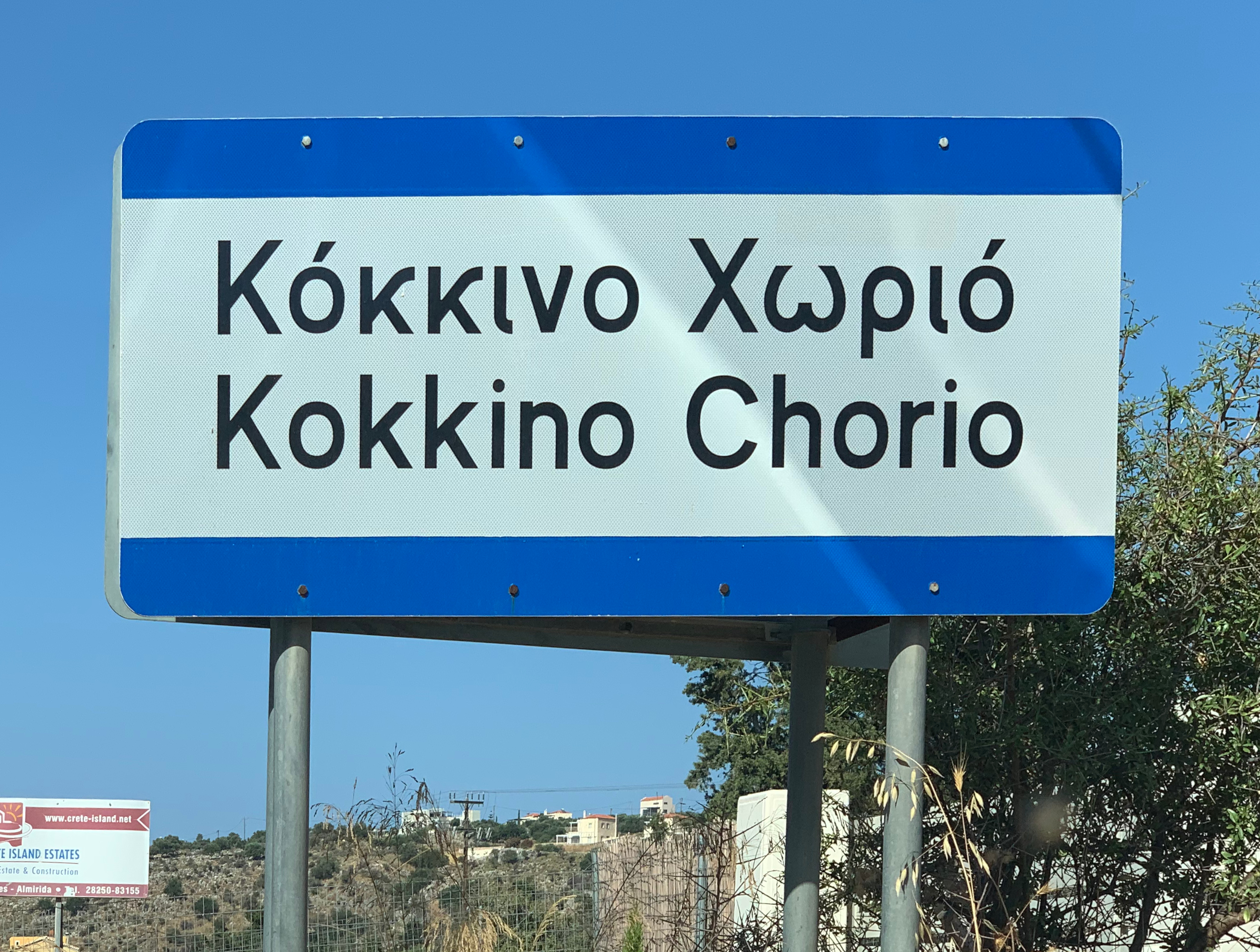
Kókkino Chorió - Ortsschild.

Kokkino Chorio (griechisch Κόκκινο Χωριό (n. sg.)) ist ein Ort und der Sitz der gleichnamigen Ortsgemeinschaft im Gemeindebezirk Vamos der Gemeinde Apokoronas im Regionalbezirk Chania in Kreta. Der Ort liegt auf einer Höhe von 150 m und hatte 2011 272 Einwohner.

## Geographie

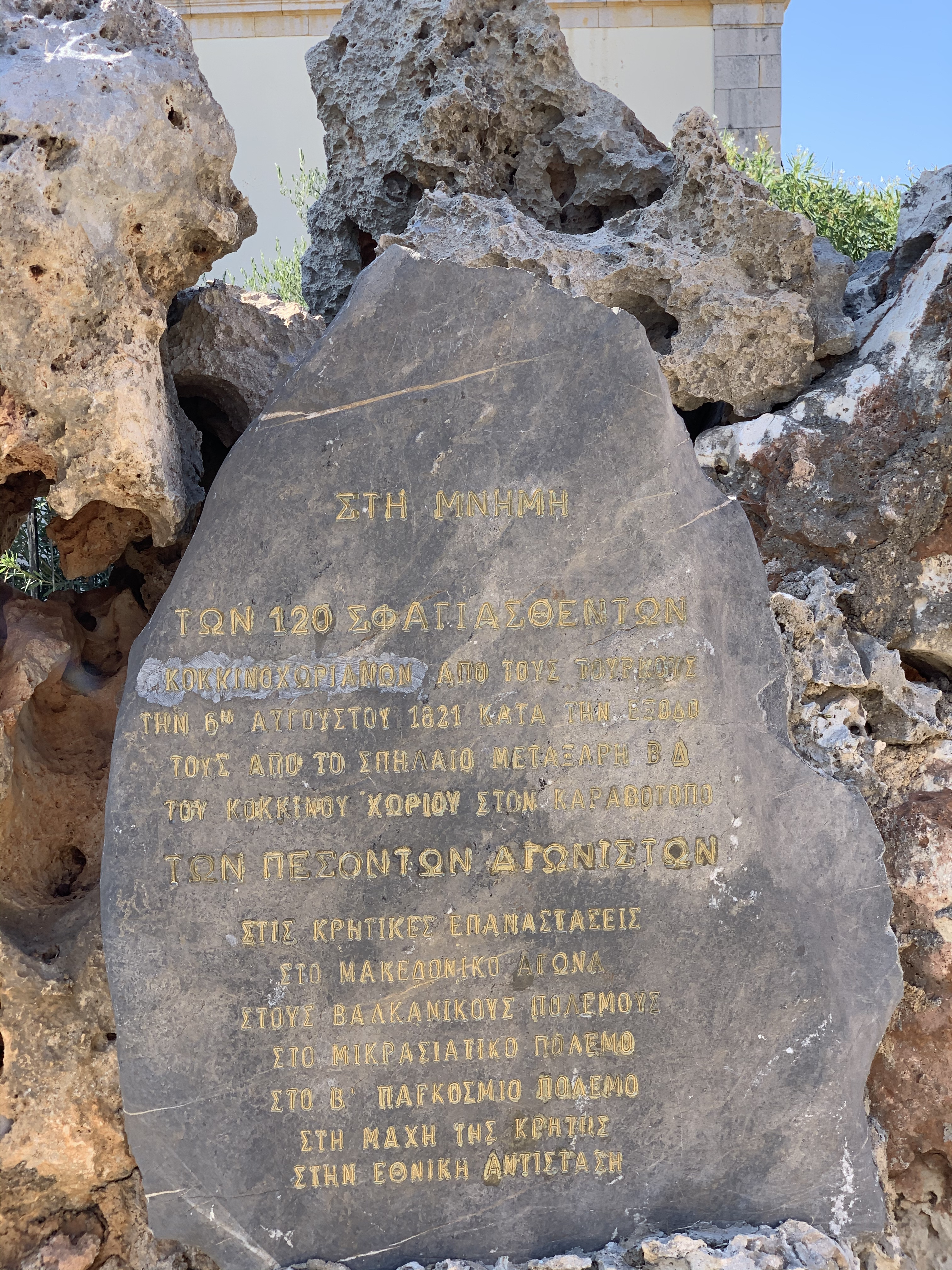
Denkmal für die Opfer des Aufstands von 1821 und der Weltkriege.

Der Ort liegt oberhalb von Plaka und ca. 27 km von Chania entfernt. Über dem Ort erhebt sich der Hügel Drapanokefala (λόφος Δραπανοκεφάλα, in venetischer Herrschaft: „Calapodha“) und nördlich des Ortes befindet sich das Kap Drepano (ακρωτήριο Δρέπανο). In der Nähe des Ortes liegen viele Höhlen, wie die Petsi-Höhle (Πετσή, Karavotopos - ή καραβότοπος) und die „Unterkünfte“ (Καταλύματα) im Zentrum des Dorfes. Am Kap Drepano, 10 Metern oberhalb des Meeres, befindet sich die „Höhle der Elefanten“ (σπήλαιο των ελεφάντων), deren 60 × 60 m großer Raum mit Stalaktiten und Stalagmiten geschmückt ist. Während der Revolution von 1821 suchten 150 Frauen und Kinder Zuflucht in einer der Höhlen der Gegend, doch trotz des schwierigen Zugangs zur Höhle gelang es den Türken, sie zu finden. Sie richteten ein Massaker an.
Im Ort gibt es die Kirchen Agios Georgios (Άγιος Γεώργιος), Agia Ekaterini (Αγία Αικατερίνη) und Agios Charalambos (Άγιος Χαράλαμπος). Auf dem Dorfplatz wurde eine Szene des Films Alexis Sorbas gedreht.

### Ortsvorsteher
- 1982–1990 Georgios Zymvrakakis (Ζυμβρακάκης Γεώργιος)
- 1990–1994 Andreas Tzompanakis (Τζομπανάκης Ανδρέας)
- 1994–1998 Antonios Anagnostakis (Αναγνωστάκης Αντώνιος)
- seit 2019 Ioannis Vogiatzakis (Βογιατζάκης Ιωάννης)